# Scherma ai Giochi della XXIX Olimpiade - Spada a squadre maschile

## Tabellone
- Le gare si sono svolte il 15 agosto 2008

### Preliminare
La vincente entra in tabellone contro l'Ungheria
| Sudafrica | 28-45 | Cina |

### Principale
|  | Quarti        | Quarti  |         |        | Semifinale | Semifinale |  |  | Finale | Finale |
|  |               |         |         |        |            |            |  |  |        |        |
|  |               |         |         |        |            |            |  |  |        |        |
|  |               |         |         |        |            |            |  |  |        |        |
|  | Ungheria      | 43      |         |        |            |            |  |  |        |        |
|  | Ungheria      | 43      |         |        |            |            |  |  |        |        |
|  | Cina          | 45      |         |        |            |            |  |  |        |        |
|  | Cina          | 45      | Cina    | 44     |            |            |  |  |        |        |
|  |               |         | Cina    | 44     |            |            |  |  |        |        |
|  |               | Polonia | 45      |        |            |            |  |  |        |        |
|  | Ucraina       | Polonia | 45      | 37     |            |            |  |  |        |        |
|  | Ucraina       |         |         | 37     |            |            |  |  |        |        |
|  | Polonia       | 45      |         |        |            |            |  |  |        |        |
|  | Polonia       | 45      | Polonia | 29     |            |            |  |  |        |        |
|  |               |         | Polonia | 29     |            |            |  |  |        |        |
|  |               | Francia | 45      |        |            |            |  |  |        |        |
|  | Italia        | Francia | 45      | 45     |            |            |  |  |        |        |
|  | Italia        |         |         | 45     |            |            |  |  |        |        |
|  | Corea del Sud | 37      |         |        |            |            |  |  |        |        |
|  | Corea del Sud | 37      | Italia  | 39     | 3º posto   | 3º posto   |  |  |        |        |
|  |               |         | Italia  | 39     | 3º posto   | 3º posto   |  |  |        |        |
|  |               | Francia | 45      |        |            |            |  |  |        |        |
|  | Venezuela     | Francia | 45      | 33     | Cina       | 35         |  |  |        |        |
|  | Venezuela     |         |         | 33     | Cina       | 35         |  |  |        |        |
|  | Francia       | 45      |         | Italia | 45         |            |  |  |        |        |
|  | Francia       | 45      |         |        | 45         |            |  |  |        |        |
|  |               |         |         |        |            |            |  |  |        |        |
|  |               |         |         |        |            |            |  |  |        |        |

### V-VIII posto
|  | Semifinali    | Semifinali    | Semifinali |           |          | Finale 5º posto | Finale 5º posto | Finale 5º posto |  |
|  |               |               |            |           |          |                 |                 |                 |  |
|  | Ungheria      | Ungheria      | 41         |           |          |                 |                 |                 |  |
|  | Ungheria      | Ungheria      | 41         |           |          |                 |                 |                 |  |
|  | Ucraina       | Ucraina       | 29         |           |          |                 |                 |                 |  |
|  | Ucraina       | Ucraina       | 29         |           | Ungheria | Ungheria        | 40              |                 |  |
|  |               |               |            |           | Ungheria | Ungheria        | 40              |                 |  |
|  |               |               | Venezuela  | Venezuela | 25       |                 |                 |                 |  |
|  | Corea del Sud | Corea del Sud | Venezuela  | Venezuela | 25       | 38              |                 |                 |  |
|  | Corea del Sud | Corea del Sud |            |           |          | 38              |                 |                 |  |
|  | Venezuela     | Venezuela     | 45         |           |          | 7º posto        | 7º posto        | 7º posto        |  |
|  | Venezuela     | Venezuela     | 45         |           |          |                 |                 |                 |  |
|  |               |               |            |           |          |                 |                 |                 |  |
|  |               |               |            |           |          | Ucraina         | Ucraina         | 41              |  |
|  |               |               |            |           |          | Ucraina         | Ucraina         | 41              |  |
|  |               |               |            |           |          | Corea del Sud   | Corea del Sud   | 39              |  |

## Classifica finale
| posizione | squadra       |                                                                   |
| --------- | ------------- | ----------------------------------------------------------------- |
|           | Francia       | Fabrice Jeannet Jérôme Jeannet Ulrich Robeiri                     |
|           | Polonia       | Robert Andrzejuk Tomasz Motyka Adam Wiercioch Radosław Zawrotniak |
|           | Italia        | Stefano Carozzo Diego Confalonieri Alfredo Rota Matteo Tagliariol |
| 4         | Cina          | Li Guojie Wang Lei Yin Lianchi Dong Guotao                        |
| 5         | Ungheria      | Gábor Boczkó Géza Imre Krisztián Kulcsár Iván Kovács              |
| 6         | Venezuela     | Silvio Fernández Francisco Limardo Rubén Limardo                  |
| 7         | Ucraina       | Maksym Khvorost Dmytro Čumak Bogdan Nikishin Vitalii Medvedev     |
| 8         | Corea del Sud | Jung Jin-Sun Kim Won-Jin Kim Seung-Gu                             |
| 9         | Sudafrica     | Dario Torrente Sello Maduma Mike Wood                             |